# Lista de viagens primo-ministeriais de Liz Truss
Esta é uma lista de viagens internacionais primo-ministeriais realizadas por Liz Truss, a 77ª Primeira-ministra do Reino Unido. De sua efetivação como chefe do governo britânico em 6 de setembro até sua renúncia do cargo em 25 de outubro de 2022, Truss visitou 2 países ao longo de 2 viagens diplomáticas.

## Viagens por país
| Número de visitas | País                     |
| ----------------- | ------------------------ |
| 1 visita          | Chéquia e Estados Unidos |

## 2022
| País | País           | Local       | Data              | Anfitrião        | Detalhes |
| ---- | -------------- | ----------- | ----------------- | ---------------- | --- |
| 1    | Estados Unidos | Nova Iorque | 19-22 de setembro | António Guterres | Em sua primeira viagem internacional como Primeira-ministra, Truss compareceu à 77.ª Assembleia Geral das Nações Unidas na sede da organização em Nova Iorque. Durante sua fala no debate-geral do evento, Truss defendeu maiores sanções econômicas à Rússia mediante os avanços da Guerra Russo-Ucraniana e reafirmou a posição de apoio do Reino Unido com relação à Ucrânia. Paralelamente ao evento multilateral, Truss manteve reuniões bilaterais com o Presidente dos Estados Unidos Joe Biden, o Presidente da França Emmanuel Macron e o Primeiro-ministro de Israel Yair Lapid, dentre outros mandatários. |
| 2    | Chéquia        | Praga       | 6 de outubro      | Petr Fiala       | |

## Eventos multilaterais
| Organização                                    | Ano                            |
| Organização                                    | 2022                           |
| ---------------------------------------------- | ------------------------------ |
| AGNU                                           | 19-22 de setembro, Nova Iorque |
| G7                                             | 11-13 de junho, Krün           |
| G20                                            | 15-16 de novembro, Bali        |
| OTAN                                           | 28-30 de junho, Madrid         |
| CHOGM                                          | 21-23 de junho, Quigali        |
| ██ = Não estava no cargo; ██ = Não compareceu. |                                |